# Kristan von Waldenfels

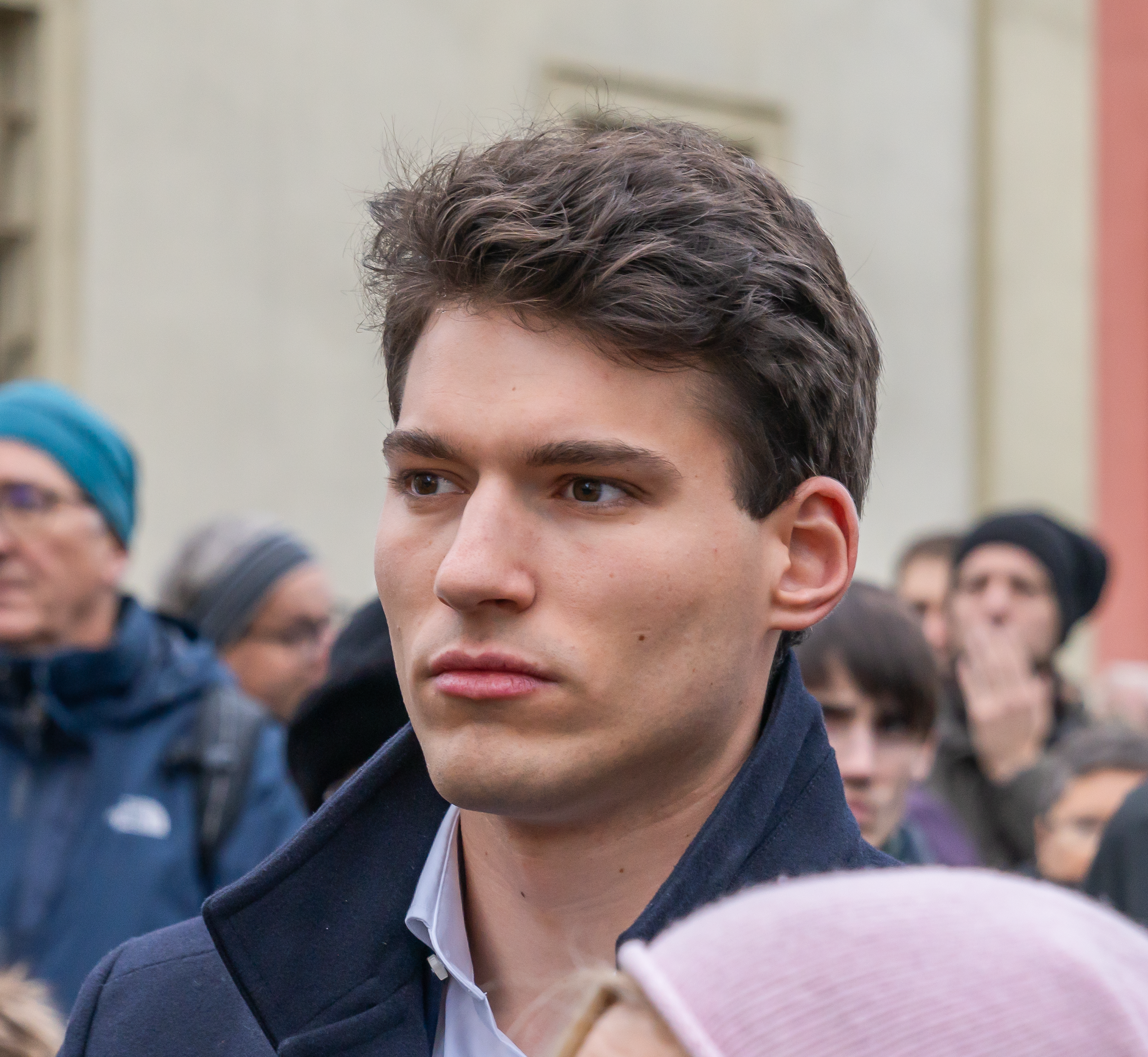
Von Waldenfels (2023)

Kristan Wilhelm Bodo Georg Freiherr von Waldenfels (* 26. April 2000 in Berlin) ist ein deutscher Politiker (CSU) und seit 2020 Bürgermeister der Stadt Lichtenberg im Landkreis Hof. Seit der bayerischen Landtagswahl 2023 ist er Mitglied des Landtags.

## Leben
Waldenfels wurde in Berlin geboren und zog 2005 mit seiner Familie nach Lichtenberg/Oberfranken. Sein Vater ist der Schriftsteller Rudolf von Waldenfels und entstammt dem Adelsgeschlecht Waldenfels.

### Ausbildung
Ab dem Jahr 2010 besuchte er das Jean-Paul-Gymnasium in Hof. Während seiner Schulzeit war er Teilnehmer der bayerischen Begabtenförderung und wurde im Jahr 2018 mit dem Sozialpreis am Jean-Paul-Gymnasium ausgezeichnet.
Im Oktober 2018 startete er an der Universität Heidelberg sein Jura-Studium, das er an der Universität Bayreuth fortführte. Im gleichen Jahr wurde Kristan von Waldenfels als Stipendiat in die Studienstiftung des Deutschen Volkes aufgenommen. Im Jahr 2020 wechselte er zu dem Studiengang Philosophie und Volkswirtschaft, ebenfalls in Bayreuth, und schloss dieses Studium mit dem Bachelor ab.

## Politik
Kristan von Waldenfels wurde im Jahr 2020, im Alter von 19 Jahren, zum seinerzeit jüngsten Bürgermeister Deutschlands gewählt. Gleichzeitig wurde er zudem zum Kreisrat des Landkreises Hof gewählt.
Von Waldenfels kandidierte bei der Bayerischen Landtagswahl 2023 als Direktkandidat der CSU für den Stimmkreis Hof. Dort wurde er mit 49,6 Prozent der Direktmandatsstimmen gewählt. Von Waldenfels ist damit der jüngste jemals direkt gewählte Abgeordnete des bayerischen Landtags.
In der 19. Legislaturperiode des Bayerischen Landtags ist von Waldenfels Mitglied im Ausschuss für Ernährung, Landwirtschaft, Forsten und Tourismus, im Ausschuss für Bildung und Kultus und in der Enquete-Kommission für den Bürokratieabbau.
Am 24. Juli 2024 übernahm er die Patenschaft für das Johann-Christian-Reinhart-Gymnasium Hof als „Schule ohne Rassismus – Schule mit Courage“. Er ist zudem einer der beiden Vorsitzenden des JugendKunstMobils, einer mobilen Jugendkunstschule in Bayern.